# Un albero cresce a Brooklyn
Un albero cresce a Brooklyn (A Tree Grows in Brooklyn) è il primo film diretto da Elia Kazan (1945). È tratto dal primo romanzo di Betty Smith pubblicato nel 1943.

## Trama

Una scena del film

È la storia di una famiglia irlandese, i Nolan, i quali lottano contro la povertà a Brooklyn. Quasi tutto ruota intorno alla figura della protagonista, la giovane Francie.
Johnny Nolan ha problemi di alcolismo, e non riesce a contribuire più di tanto al mantenimento della famiglia, al quale provvede principalmente la moglie Katie, con un carattere dolce, ed è amato da tutti i vicini e conoscenti. Katie, col passare del tempo e con l'accrescersi delle difficoltà economiche che hanno portato la famiglia alle soglie della povertà, è costretta ad assumere il ruolo del genitore severo – ma non per questo mancante di amorevolezza –, attento al parsimonioso dispendio di ogni centesimo e alla buona reputazione della famiglia nel vicinato.
Francie, la loro figlia maggiore, adora il padre. La ragazzina ha la passione per la letteratura (prende in prestito i libri della biblioteca di quartiere secondo l'ordine alfabetico dei loro autori), ed è contentissima quando il padre riesce, con uno stratagemma, a farla ammettere ad una scuola reputata migliore di quella che abitualmente frequenta.
Katie aspetta un altro figlio. Lo comunica al marito la notte di Natale. La stessa notte Johnny si assenta da casa, deciso a cambiar vita. Viene trovato in fin di vita qualche giorno dopo, nell'androne dell'ufficio di collocamento, e muore di polmonite di lì a poco. A dar la brutta notizia alla famiglia è l'agente Mac Shane, poliziotto del rione, che ha sempre stimato i Nolan, con un particolare occhio di riguardo verso Katie. Francie – a causa delle difficoltà economiche – viene ritirata dalla scuola, e non perdonerà alla madre questa mossa se non qualche tempo dopo. 
Al funerale Katie si stupisce di vedere così tante persone, alcune delle quali a lei sconosciute: evidentemente il defunto marito aveva lasciato un'ottima impressione in tutti i suoi conoscenti.
Katie partorisce. Gli amici di Johnny aiutano la famiglia, Katie viene reintegrata a scuola e si diploma, prefigurando il suo futuro come scrittrice. Dopo un opportuno periodo di tempo, l'agente Mac Shane fa la sua proposta di matrimonio a Katie, e viene ben accetto da lei e da Francie.

## Riconoscimenti
- 1946 - Premio Oscar
  - Miglior attore non protagonista a James Dunn
  - Nomination Migliore sceneggiatura non originale a Frank Davis e Tess Slesinger
- 1945 - National Board of Review Award
  - Migliori dieci film

Nel 2010 è stato scelto per essere conservato nel National Film Registry della Biblioteca del Congresso degli Stati Uniti d'America.